# OGAE Second Chance Contest
OGAE Second Chance Contest er en årlig musikkonkurrence, der arrangeres af de nationale Eurovision Song Contest-fanklubber, tilsammen OGAE. Hvert nationale fanklub under OGAE kan deltage, hvis der vel at mærke har været arrangeret en åben konkurrence i forbindelse med landets udvælgelse til Eurovision. Det er desuden kun medlemmer af OGAE fanklubber som kan stemme og give point til sangene.
Hvert OGAE fanklub vælger en sang fra den nationale finale som ikke vandt og udtager den til konkurrencen. Eksempelvis er det de sange i Dansk Melodi Grand Prix der ikke vandt, som kan vælges af OGAE Danmark og derefter deltage i "OGAE Second Chance Contest". Hvis der ikke har været en national finale, kan landet ikke deltage.
De lande som ikke har en national OGAE fanklub danner, sammen med fans fra de lande som ikke deltager i ESC, en særlig OGAE Rest of the World fanklub. Denne har muligheden for at udvælge en sang fra et land, der ikke har national fanklub men som deltager i ESC og har afholdt en national finale.

## Baggrund
Konkurrencen tog sin begyndelse i 1987, hvor den blev kendt som "Europe's Favourite". I alt deltog fire nationale OGAE-fanklubber og hver klub fik lov til at vælge to sange der skulle deltage det første år. Interessen fra de andre fanklubber spredte sig hurtigt og har nu omkring 20 deltagere. På grund af reglen vedrørende de nationale finaler, er det imidlertid temmelig skiftende hvem der deltager. 
Danmark deltog ikke i den første konkurrence, men har været med siden 1988, dog med undtagelse af de år hvor der ikke blev holdt Dansk Melodi Grand Prix. Danmark har vundet konkurrencen tre gange, i 1985, 1989 og 2009.

## Format
Konkurrencen tager sin begyndelse i løbet af foråret. Hvert enkelt fanklub får udvalgt deres deltager og efter afviklingen af Eurovision Song Contest i maj, påbegyndes der indsamling af materiale samt anden forberedelse. I løbet af juni og juli skal der afgives stemmer og vinderen bliver som regel kåret i slutningen af august. I de første år brugte man kassettebånd, men det har senere udviklet sig til videobånd, dvd og internet (primært Youtube).
Tidligere var det accepteret at bidrag der ikke havde været sendt i tv kunne deltage. Dette skete for eksempel i 1989, hvor den spanske fanklub sendte bidrag ind på trods af, at den nationale finale var en lukket konkurrence. Desuden har Italien deltaget med sange i 1990, 1991, 1998 og 1999 der havde vundet San Remo Festivalen. Siden 1999 har man dog indført reglen med nationale finaler, hvilket udelukkede flere landes deltagelse. 

## Retrospective Contest
Siden 2003 valgte "OGAE" at afholde konkurrencer der gjaldt forud for 1987, hvor "Second Chance Contest" havde sin begyndelse. Reglerne er de samme og metoden fungerer på samme måde. I 2003 kårede man derfor en vindersang, som havde deltaget i en national finale i 1986 og i 2004 kårede man en vindersang fra 1985 og så videre. I 2015 er det derfor sange fra de nationale finaler i 1974 der kæmper om sejren. Det betyder så også, at fra 2012 til 2022 kan Danmark ikke deltage i Retrospective Contest, da der ikke var afholdt Dansk Melodi Grand Prix fra 1967 til 1977. 
Danmark har deltaget ved denne konkurrence fra starten og har vundet en gang.

## Vindere
17 lande har igennem årene vundet konkurrencen, med Sverige som den mest vindende med hele 18 sejre.
NOTE: Vindere fra 1987 og frem blev kåret det aktuelle år, hvorimod vindere fra 1986 og bagud er kåret årligt siden 2003. Listen indeholder derfor vindere fra begge konkurrencer, men opstillet efter det år sangen udkom.
| Vindere | Vindere                    | Vindere                           | Vindere                      | Dansk deltager                     | Dansk deltager                  | Dansk deltager |
| År      | Land                       | Solist                            | Sang                         | Solist                             | Sang                            | Plads          |
| 1975    | Tyskland                   | Marianne Rosenberg                | Er gehört zu mir             |                                    |                                 |                |
| 1976    | Luxembourg                 | Marianne Rosenberg                | Tout peut arriver au cinéma  |                                    |                                 |                |
| 1977    | Frankrig                   | Patricia Lavila                   | Vis ta vie                   |                                    |                                 |                |
| 1978    | Storbritannien             | Ronnie France                     | Lonely nights                | Brødrene Olsen                     | San Francisco                   | 3              |
| 1979    | Tyskland                   | Paola del Medico                  | Vogel der Nacht              | Annika Hoydal                      | Aldan                           | 13             |
| 1980    | Storbritannien             | Maggie Moone                      | Happy everything             | Grethe Ingmann                     | Hej, hej det swinger            | 6              |
| 1981    | Storbritannien             | Liquid Gold                       | Don't panic                  | Anniqa                             | Sikken dejlig dame              | 8              |
| 1982    | Holland                    | The Millionaires                  | Fantasie eiland              | Tommy Seebach                      | Hip hurra – det' min fødselsdag | 6              |
| 1983    | Tyskland                   | Ingrid Peters & July Paul         | Viva la mamma                | Kirsten Siggaard & Sir Henry       | Og livet går                    | 2              |
| 1984    | Belgien                    | Formule II                        | Merci a la vie               | Lecia Jønsson                      | Det en hem'lighed               | 3              |
| 1985    | Danmark                    | Trax (Lise Haavik & John Hatting) | Ved du hva' du sku'          |                                    |                                 |                |
| 1986    | Holland                    | DeeDee                            | Fata morgana                 | Hot Eyes                           | Sig det som det er              | 3              |
| 1987    | Sverige                    | Arja Saijonmaa                    | Högt över havet              | Deltog ikke                        | Deltog ikke                     | Deltog ikke    |
| 1988    | Sverige                    | Lena Philipsson                   | Om igen                      | Snapshot                           | Tid til lidt kærlighed          | 4              |
| 1989    | Danmark                    | Lecia Jønsson                     | Landet Camelot               |                                    |                                 |                |
| 1990    | Sverige                    | Carola                            | Mitt i et äventyr            | Birgitte Gade                      | Ræk mig din hånd                | 4              |
| 1991    | Sverige                    | Pernilla Wahlgren                 | Tvillingsjäl                 | Annette Heick & Egil Edøen         | Du er musikken i mit liv        | 11             |
| 1992    | Norge                      | Wenche Myhre                      | Du skal får din dag i morgen | Zindy Laursen & Jan Parber         | Sket igen                       | 6              |
| 1993    | Norge                      | Merete Trøan                      | Din egen stjerne             | Anne Karin Broberg                 | Hvor er din drøm                | 15             |
| 1994    | Sverige                    | Gladys del Pilar                  | Det vackraste jag vet        | Deltog ikke                        | Deltog ikke                     | Deltog ikke    |
| 1995    | Sverige                    | Cecilia Vennersten                | Det vackraste                | Jacob Launbjerg                    | Vi ses en dag                   | 9              |
| 1996    | Sverige                    | Lotta Engberg                     | Juliette och Jonathan        | Channe Nussbaum                    | Kys mig nu                      | 18             |
| 1997    | Italien                    | Anna Oxa                          | Storie                       | Jette Torp                         | Utopia                          | 9              |
| 1998    | Holland                    | Nurlaila                          | Alsof je bij me bent         | Deltog ikke                        | Deltog ikke                     | Deltog ikke    |
| 1999    | Tyrkiet                    | Feryal Basel                      | Unuttugumu sandigim anda     | Stine Findsen                      | Flammer under vand              | 15             |
| 2000    | Finland                    | Anna Eriksson                     | Oot voimani mun              | Sanne Gottlieb                     | Uden dig                        | 11             |
| 2001    | Sverige                    | Barbados                          | Allt som jag ser             | Anne Murillo                       | Hvis du tænker lidt på mig      | 10             |
| 2002    | Spanien                    | David Bisbal                      | Corazon latino               | Luna Park                          | Sommerregn                      | 12             |
| 2003    | Sverige                    | Alcazar                           | Not a sinner, nor a saint    | Deltog ikke                        | Deltog ikke                     | Deltog ikke    |
| 2004    | Spanien                    | Davinia                           | Mi obsessión                 | Kaare Thøgersen                    | Lykkelig i nat                  | 10             |
| 2005    | Sverige                    | Alcazar                           | Alcastar                     | Brødrene Olsen                     | Little yellow radio             | 7              |
| 2006    | Slovenien                  | Saša Lendero                      | Mandoline                    | Kristine Blond                     | Make this night forever         | 15             |
| 2007    | Sverige                    | Måns Zelmerlöw                    | Cara mia                     | Me & My                            | Two are stronger than one       | 5              |
| 2008    | Sverige                    | Sanna Nielsen                     | Empty room                   | Kendra Lou                         | Until we're satisfied           | 18             |
| 2009    | Danmark                    | Hera Björk                        | Someday                      |                                    |                                 |                |
| 2010    | Sverige                    | Timoteij                          | Kom                          | Bryan Rice                         | Breathing                       | 2              |
| 2011    | Island + Rest of the World | Jóhanna                           | Nótt                         | Le Freak                           | 25 hours a day                  | 4              |
| 2012    | Spanien                    | Pastora Soler                     | Tu vida es tu vida           | Jesper Nohrstedt                   | Take our hearts                 | 4              |
| 2013    | Norge                      | Adélen                            | Bombo                        | Deltog ikke                        | Deltog ikke                     | Deltog ikke    |
| 2014    | Sverige                    | Helena Paparizou                  | Survivor                     | Michael Rune feat. Natascha Bessez | Wanna be loved                  | 5              |
| 2015    | Italien                    | Nek                               | Fatti Avanti Amore           | Anne Gadegaard                     | Suitcase                        | 3              |
| 2016    | Polen                      | Margaret                          | Cool Me Down                 | Anja Nissen                        | Never Alone                     | 12             |
| 2017    | Sverige                    | Mariette                          | A Million Years              | Ida Una                            | One                             | 13             |
| 2018    | Italien                    | Annalisa                          | Il Mondo Prima Di Te         | Albin Fredy                        | Music for the Road              | 7              |
| 2019    | Frankrig                   | Seemone                           | Tous les deux                | Julie & Nina                       | League of Light                 | 6              |
| 2020    | Sverige                    | Anna Bergendahl                   | "Kingdom Come"               | Jasmin Rose feat. Roxor loops      | Human                           | 6              |
| 2021    | Norge                      | Keiino                            | "Monument"                   | Chief 1 & Thomas Buttenschøn       | Højt Over Skyerne               | 13             |
| 2022    | Sverige                    | Medina                            | "In i Dimman"                | Fuld Effekt                        | Rave Med De Hårde Drenge        | 21             |
| 2023    | Sverige                    | Marcus & Martinus                 | "Air"                        | EYJAA                              | I Was Gonna Marry Him           | 14             |
| 2024    | Italien                    | Annalisa                          | "Sinceramente"               | Basim                              | Johnny                          | 10             |
| 2025    |                            |                                   |                              | Adel The Second                    | The Unluckiest Boy Alive        |                |

## Eksterne links
- Officiel Second Chance Contest side